# C dura
In italiano, C dura è l'espressione usata per indicare il suono occlusivo velare sordo [k], rappresentato, a seconda dei casi, con c oppure ch, più raramente da q, in opposizione alla cosiddetta C dolce avente, rispetto a questa, un comportamento praticamente opposto e complementare.
In definitiva, la c dura è a tutti gli effetti uno dei 30 fonemi del sistema fonologico italiano, che per ragioni storico-linguistiche non ha trovato, nell'evoluzione grafica dell'alfabeto latino, una collocazione letterale specifica, dovendo così convivere in uno statuto grafico complementare con la "c dolce"; questo ha fatto sì che pur avendo fonologicamente un valore distintivo all'interno della lingua italiana, non tutti gli italofoni abbiano reale coscienza della sua autonoma esistenza.

## Rappresentazione nell'italiano
La C dura viene rappresentata in italiano attraverso due grafie complementari
- c (grafema) - davanti alle lettere vocali -a,  -o e -u, rappresentanti vocali medie o posteriori, esempio:

cacao- /ˈkakao/
cocco - /ˈkokko/
cucù- /kuku*/
- ch (digramma) - davanti alle restanti lettere vocali -i -e  esempi:

che - /ˈke/
chi - /ˈki/
Le stesse regole valgono anche nel caso in cui la "c dura" viene geminata ([kk]), ovvero cc davanti a -a, -o e -u, e cch dinnanzi a -i e -e.
- q - forse meno evidente, ma anche l'incontro grafico qu + vocale è una forma di rappresentazione della "c dura", solitamente di retaggio grafico latino, che dà sempre vita al suono [kw] + vocale. esempio:

qua - /ˈkwa/
Può aversi anche con questa grafia un rafforzamento della c dura, ma la geminazione viene rappresentata dal  complesso grafico cqu- (vedi il tipico esempio  acqua - /ˈakkwa/), anziché del raddoppiamento della "q".

### Origine del fenomeno
Inizialmente, nel latino il fonema [k] veniva rappresentato in tre modi diversi a seconda del contesto vocalico seguente:
- K - davanti prevalentemente alla A
- C - davanti a E e I
- Q - davanti alla l'odierna lettera u indicata in latino con V

Col tempo si assistette a una "razionalizzazione" del sistema grafico, nel quale la lettera C soppiantò completamente la K facendola scomparire addirittura dall'alfabeto latino, e a sostituire la Q nella maggior parte dei casi.
Successivamente, la C si palatalizzò davanti alle vocali anteriori E e I, scivolando nell'italiano verso il suono [ʧ] dell'attuale c dolce; così si ebbero due pronunce per lo stesso segno grafico [k] davanti a A, O e U, e [ʧ] davanti alle altre, esattamente come avviene oggi; ma la variante "dura" continuò ancora ad essere presente davanti alle vocali anteriori, però, per distinguersi dalla sua variante "dolce", doveva essere differenziata da questa mediante l'uso del diacritico H.